# 赵公博
赵公博（1978年10月—），男，天津人，中国天体物理学家，现任中国科学院国家天文台副台长、研究员、博士生导师。